# Mary tuvo la culpa
 Mary tuvo la culpa  es una película en blanco y negro de Argentina dirigida por Carlos Torres Ríos sobre su propio guion según el argumento de Losio Waza y Daniel Palomero que se estrenó el 9 de agosto de 1950 y que tuvo como protagonistas a Leo Marini, Susana Canales, Ángeles Martínez, Alberto Terrones y Miriam Sucre. Fue la primera película de Alfredo Barbieri.

## Sinopsis
Una mujer se separa de su esposo cuando escucha que éste nombra en sueños a una tal Mary.

## Reparto
- Leo Marini ... Raúl Moreno / Charro Valdés
- Susana Canales ... Esther
- Ángeles Martínez ... Doña Carlota
- Alberto Terrones ... Don Carlos Carranza
- Miriam Sucre ... Beatriz Zabaleta
- Marcos Zucker ...  Dr. Ernesto Villone
- Augusto Codecá ... Luis Padilla
- Alfredo Barbieri ... Cándido
- Jaime Andrada
- Mario Bustos ... Cantante de tango
- Mario Baroffio ... Sr. Zabaleta

## Comentarios
La crónica de La Nación lo calificó de “film local de tema sencillo y amables actores” y el crítico de Noticias Gráficas opinó:

”La dirección nos muestra por momentos que es capaz de hacer algo un poco mejor y que realizó este film con prisa y sin mucho de sí mismo.”